# RMI-IIOP
RMI-IIOP（RMI オーバー IIOP）とは、CORBAシステム上のJava RMIインタフェースを指す。

## 概要
この標準は、CORBA の利点を保ちつつ、CORBA アプリケーションの開発を単純化するべく作成された。RMI-IIOP は、CORBA 構造体、共用体、シーケンス、配列、文字列などを置換するコンテナとして働く Object by Value の概念に基づいている（CORBAの項目を参照）。IDLは使われていない。代わりに自動的にデータ構造定義を推定し、リフレクション機構で必要なデータを集める。CORBA では転送すべきデータ構造ごとに補助的なクラスを生成する必要があるが、RMI-IIOP ではリモートオブジェクト向けに生成されたコードを使うだけでよい。生成すべきコード量が少ないため、メモリ使用量も減らせる。
CORBA と RMI-IIOP はどちらも通信規格の GIOP を使用している。RMI-IIOP のデータ構造について、必要ならばIDLを生成することも可能で、それを使って、RMI-IIOP と 純粋な CORBA アプリケーションの相互運用を行うことも可能である。
RMI-IIOP の最近のバージョンでは標準のサーバントクラスからサーバントを生成できる。これを使うと CORBA の ORB に手動で接続でき、Portable Object Adapter、Portable Interceptor、CORBA のネーミングサービスなどの各種 CORBA 機能に接続可能である。

## Hello world の例
Java RMI-IIOP を実装したパッケージの標準的な名称は javax.rmi.CORBA である。

### インタフェース
```
public interface MyServer extends Remote
{
  
// クライアントは self を第一引数に渡す。サーバはクライアント側
  // にあるリモートメソッドを呼び出せる。これは要求処理に時間がかかる場合に
  // 便利である。

  void receiveRequest(MyClient client, String message) throws RemoteException;
}
```

```
public interface MyClient extends Remote
{
  
// このリモートメソッドはサーバから呼び出される

  void receiveReply(String message) throws RemoteException;
}
```

### クライアントとサーバの機能実装
```
public class MyServerImpl implements MyServer
{
   void receiveRequest(MyClient client, String message) throws RemoteException
   {
     System.out.println("The client says: "+message);
     client.receiveReply("Yes, "+message+", "+message+", "+message+"...");
   }
}
```

```
public class MyClientImpl implements MyClient
{
   MyServer server;
   public MyClientImpl(String Server_IOR, ORB orb)
     throws Exception
   {
     server = (MyServer) PortableRemoteObject.narrow(
                 orb.string_to_object(Server_IOR), MyServer.class);
   }
   
// これはリモートメソッド

   void receiveReply(String message) throws RemoteException
   {
     System.out.println("And the answer is: "+message);
   }
   
// これはリモートメソッドではなく、ローカルメソッド

   public void talk(String conversation)
   {
      server.receiveRequest(this, conversation);
   }
}
```

RMI-IIOP 開発ツール（rmic）は上記2つのクラスを使い、リモート側で使われる2つのスタブとサービス側で使われる2つの Tie を生成する。つまり、スタブと Tie のペアがそれぞれクライアント側とサーバ側に置かれる。

### サーバ機能開始に必要なコード
```
       new Thread()
       {
         public void run()
         {
           try
             {
               
// 
CORBA
 ORB の生成

               MyServerImpl.orb = ORB.init(args, properties);
               
// ルート Portable Object Adapter を取得:

               POA rootPOA = POAHelper.narrow
                 (MyServerImpl.orb.resolve_initial_references("RootPOA"));              
               
// MyServerImpl にはサーバがサポートしなければならない
               // メソッドの実装が含まれる。

               MyServerImpl impl = new MyServerImpl();
               PortableRemoteObject.exportObject(impl);
               
// Tie の構築。Tie はサーバントでもある。
               // _MyServerImpl_Tie クラスは MyServerImpl から自動的に生成される。

               Tie tie = new _MyServerImpl_Tie();
               
// この Tie の呼び出しターゲットを設定

               tie.setTarget(impl);
               
// 対応する CORBA オブジェクトへの参照を取得:

               org.omg.CORBA.Object object = rootPOA.servant_to_reference((Servant) tie);
               
// ルート POA の活性化

               rootPOA.the_POAManager().activate();
               
// クライアントに渡す IOR URL を取得

               String Server_IOR = MyServerImpl.orb.object_to_string(object);
               MyServerImpl.orb.run();
               
// 文字列変数 Server_IOR の内容をどうにかしてクライアントに
               // 転送しなければならない

             }
           catch (Exception exc)
             {
               exc.printStackTrace();
             }
         }
       }.start();
```

### クライアント機能開始に必要なコード
```
      MyClient the_client;
      
       new Thread()
       {
         public void run()
         {
           try
             {
               ORB orb = ORB.init(args, parameters);
               the_client = new MyClientImpl(Server_IOR, orb);
               POA rootPOA = POAHelper.narrow(desk.orb.resolve_initial_references("RootPOA"));
               rootPOA.the_POAManager().activate();
               
// Tie 構築

               Tie tie = new _MyClientImpl_Tie();
               
// 実装クラス（呼び出しターゲット）の設定

               tie.setTarget(the_client);
               
// Tie を POA サーバントとして接続

               org.omg.CORBA.Object object = rootPOA.servant_to_reference((Servant) tie);
               
// 
IOR
 文字列を使ってWeb上でこのオブジェクトを探すことが可能

               String 
IOR
 = desk.orb.object_to_string(object);
               orb.run();
             }
           catch (Exception exc)
             {
               exc.printStackTrace();
             }
         }
       }.start();
```

ORB スレッドが開始した後で、以下のコードを実行する:
```
the_client.talk("it is raining");
```

## 実行
最初にサーバ、次にクライアントがそれぞれ別のマシン上で開始される（同一マシンの別プロセスでもよい）。サーバは The client says: it is raining と表示する。クライアントは And the answer is: Yes, it is raining, it is raining, it is raining.. と表示する。
ここに示したコードはサン・マイクロシステムズの Java 1.5 と GNU Classpath 0.95 で動作する。

## 略語利用の法的問題
IIOP という略称はOMGの商標であり、利用には注意が必要である。このプロトコルは GIOP 上にあるため、GIOPを利用しているとした方がよい場合もある。これは間違いではないが、やや正確さを欠く（GIOP の実装は他にも様々存在する）。詳しくはGIOPを参照されたい。